# باد هارتسبورگ
شهر باد هارتسبورگ در ایالت نیدرزاکسن در کشور آلمان واقع شده است.